# 佐々木達夫
佐々木 達夫（ささき たつお 1944年3月30日 - ）は、日本のティンパニ、マリンバ、打楽器奏者。岡山県岡山市生まれ。現在はアメリカ在住。

## 略歴
東京芸術大学在学中に日米教育委員会フルブライト奨学生としてジュリアード音楽院に留学し、ティンパニをニューヨーク・フィルハーモニック首席ティンパニ奏者ソール・グッドマンに師事、平岡養一に木琴の指導を受けた。ニューヨーク市でリサイタルを開催した。
1966年から1967年にかけてレオポルド・ストコフスキー指揮のアメリカ交響楽団に打楽器奏者として所属、1967年にズービン・メータ指揮のイスラエル・フィルハーモニー管弦楽団に打楽器奏者として入団、1969年まで所属した。1970年に日本に帰国し、日本フィルハーモニー交響楽団に所属。同時に作陽音楽大学の非常勤講師を務めた。1971年3月30日、上野文化会館小ホールにてソロリサイタル。リサイタルの批評
は当時の『朝日新聞』、『音楽の友』参照。
1972年にリオデジャネイロ市のブラジル交響楽団から招聘され、首席ティンパニストとして所属。翌1973年にサンディエゴ交響楽団並びにサンディエゴ・オペラ に移籍し、2006年までの33年間首席ティンパニ奏者を務める。この間、シロフォン、マリンバのソリストとしてサンディエゴ交響楽団とアラン・ホヴァネスの《日本木版画による幻想曲》、ポール・クレストンの《小協奏曲》、R.クルカの《マリンバ協奏曲》やJ.S.バッハの《管弦楽組曲第2番》を協演。また、シロフォンのソリストとして、ヨーロッパ、アメリカ、メキシコおよび日本各地でシロフォン演奏会を開催した。

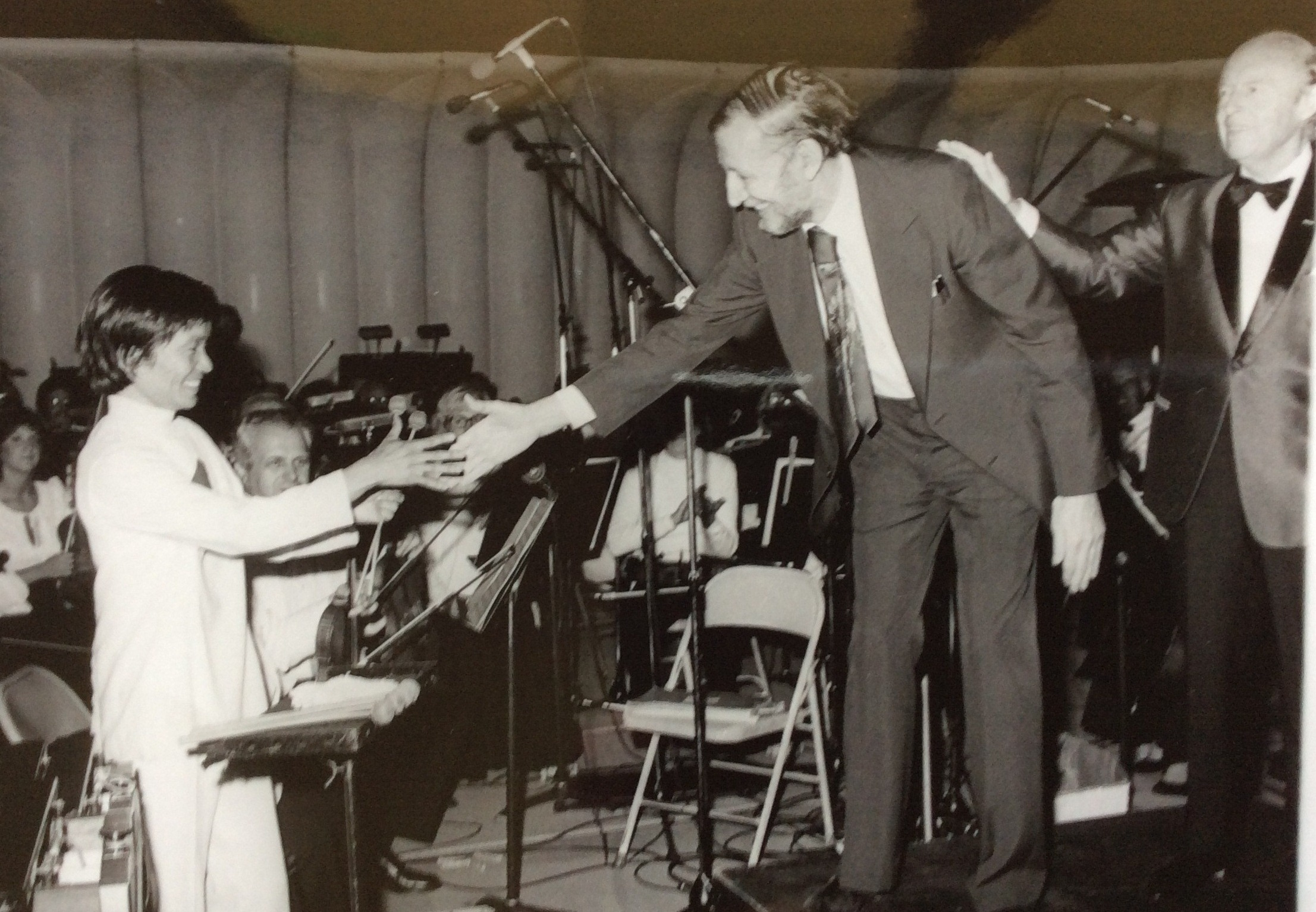
1975年、ホヴァネスの『日本の木版画による幻想曲』を演奏した際の写真。中央がホヴァネス、右が指揮者アンドレ・コステラネッツ。

2007年にサンディエゴ交響楽団を退任。以降は名古屋や東京のマリンバ・アンサンブルの指導、指揮を行う。2009年にマリンバ奏者で楽譜執筆者である野口道子とThe Marimba Duo（ザ・マリンバ・デュオ）を結成。以降 CD録音活動に力を注いでいる。

## ディスコグラフィ
- ”Xylophone Artistry” (Solo)Musical Heritage Society アメリカ
- ”リバーダンス” (The Marimba Duo) 2009 アメリカ
- ”Tempest” (The Marimba Duo) 2012 アメリカ
- 『Back to Bach』(Marimba Duo & Ensemble) 2017 コジマ録音